# La Tour-du-Crieu
 La Tour-du-Crieu  es una población y comuna francesa, en la región de Mediodía-Pirineos, departamento de Ariège, en el distrito de Pamiers y cantón de Pamiers-Est.

## Demografía
| 616 | 745 | 1162 | 1640 | 2011 | 1978 |
| Para los censos de 1962 a 1999 la población legal corresponde a la población sin duplicidades (Fuente: INSEE [Consultar]) |     |      |      |      |      |